# Ana Pauls
Ana Pauls (Argentina, 5 de agosto de 1987) es una actriz y cantante argentina.

## Biografía
Es hija del actor y productor Axel Pauls y de la actriz Mirta Busnelli. Por parte de padre tiene cuatro medio hermanos mayores: Cristian Pauls, actor y director, Alan Pauls, escritor, Gastón Pauls, actor y presentador y Nicolás Pauls, actor y músico.

## Carrera
Comenzó su carrera en teatro con Juegos a la hora de la siesta, luego trabajó en televisión en Ciega a citas y en la serie cómica (2011) Sr. y Sra. Camas con Florencia Peña en Canal 7. Actualmente forma parte del grupo musical Horizonte. En 2016 participó de la película Permitidos en el rol de Paula, la mejor amiga de Camila (Lali Espósito).

## Cine
| Año  | Título                            | Personaje            | Notas                 | Director                      |
| ---- | --------------------------------- | -------------------- | --------------------- | ----------------------------- |
| 2007 | El salto de Christian             | Helenette            |                       | Eduardo Calcagno              |
| 2010 | Vecinos                           | Olinda               |                       | Rodolfo Durán                 |
| 2010 | Deus Irae                         | Niña                 | Cortometraje          | Pedro Cristiani               |
| 2012 | No te enamores de mí              | Luli                 |                       | Federico Finkielstain         |
| 2013 | Wakolda                           | Enfermera            |                       | Lucía Puenzo                  |
| 2013 | Historias breves 8                | Ana                  | Segmento: Vida nuevas | Lucas Santa Ana               |
| 2013 | Esta no es una historia de amor   | Lucía                | Cortometraje          | Mariano Pozzi                 |
| 2013 | El umbral                         | María                | Cortometraje          | Fabio Vallarelli              |
| 2015 | Jorge                             |                      | Cortometraje          | Roberto Porta                 |
| 2015 | Punto cero                        |                      | Cortometraje          | Michelle Gualda               |
| 2016 | Permitidos                        | Paula                |                       | Ariel Winograd                |
| 2016 | Decime qué se siente. La venganza | Constanza            |                       | Fernando Fraiha               |
| 2016 | Mauro & Olivia                    | Olivia               | Cortometraje          | Eduardo Elli                  |
| 2017 | La muerte de Marga Maier          | Nelly                |                       | Camila Toker                  |
| 2017 | Veredas                           | Vendedora de jabones |                       | Fernando Criscenti            |
| 2017 | Superdulce                        | Lucía                | Cortometraje          | Guido Villaclara              |
| 2019 | Instrucciones para la poligamia   | Romina               |                       | Sebastián Sarquís             |
| 2020 | El cuaderno de Tomy               | Agustina             |                       | Carlos Sorín                  |
| 2022 | La provisoria                     | Mariel               |                       | Nicolás Meta                  |
| 2024 | La estrella que perdí             | Celeste              |                       | Luz Orlando Brennan           |
| TBA  | Océano                            |                      | Posproducción         | Yanina Isla Angelina Emanuele |
| TBA  | Meeting Mike                      | Chica en la playa    | Posproducción         | Eva-María Naburtowitz         |

## Televisión
| Año       | Título                               | Rol / Personaje        | Notas                                                       | Canal                         |
| --------- | ------------------------------------ | ---------------------- | ----------------------------------------------------------- | ----------------------------- |
| 2003      | Disputas                             |                        | Participación especial                                      | Telefe                        |
| 2006      | Sos mi vida                          |                        | Participación especial                                      | Canal 13                      |
| 2006      | Mujeres Asesinas                     |                        |                                                             | Canal 13                      |
| 2006      | Un cortado, historias de café        |                        |                                                             | Canal 7                       |
| 2007      | Amor mío                             |                        | Episodio: "Noche alucinante"                                | Canal de las Estrellas        |
| 2008      | Vidas robadas                        | Paula                  | Participación especial                                      | Telefe                        |
| 2008      | Socias                               | Empleada del hospedaje | Episodio: «El rescate»                                      | Canal 13                      |
| 2009-2010 | Ciega a citas                        | Popa                   | Elenco secundario                                           | Canal 7                       |
| 2011      | Sr. y Sra. Camas                     | Ludmila                | Elenco principal                                            | Canal 7                       |
| 2011      | Maltratadas                          | Empleada               | Episodio: "Por amor"                                        | América TV                    |
| 2013      | Historia clínica                     | Ángela                 | Episodio: "Juan José Castelli"                              | Telefe                        |
| 2013      | Buscando a X                         | Anita                  | Personaje principal                                         | UN3TV                         |
| 2014      | Menú 5                               | Anita                  | Capítulo 2                                                  | ACUA Federeal                 |
| 2014      | Tiempo Libre                         | Ella misma             | Capítulo 15                                                 | UN3TV                         |
| 2014      | La celebración                       | Vera                   | Episodio: "Primavera"                                       | Telefe                        |
| 2014      | Parejas                              | Milagro                | Episodio: "Córdoba frente al mar"                           | Contenidos Digitales Abiertos |
| 2015      | Chicas Guapas                        | Coconductora           | Magazine de moda                                            | FWTV                          |
| 2015      | Dispuesto a Todo                     | Recepcionista          | Especial de Fundación Huésped                               | El trece                      |
| 2016      | Todos comen                          | María Eva (joven)      | Participación especial                                      | Canal 3                       |
| 2017      | Chicas de viaje                      | Coconductora           | Programa de moda                                            | Telefe                        |
| 2018      | Pasados de copas: Drunk History      | Carmen Nobrega         | Episodio: "Sarmiento y Avellaneda enfrentados por un árbol" | Telefe                        |
| 2018      | Noche de amor                        | Carolina               | Participación especial                                      | Cont.ar                       |
| 2018      | Cien días para enamorarse            | Profesora              | Capítulo: "El retiro"                                       | Telefe                        |
| 2019      | Argentina, tierra de amor y venganza | Edith                  | Elenco secundario                                           | El trece                      |
| 2020      | Noche de estrellas                   | Carolina               | Elenco principal                                            | Cont.ar                       |
| 2020      | El sueño del pibe                    | Noelia                 | Coprotagonista                                              | UN3TV                         |

## Teatro
| Año       | Obra                          | Personaje  | Director                              | Teatro                                              |
| --------- | ----------------------------- | ---------- | ------------------------------------- | --------------------------------------------------- |
| 2006-2007 | Juegos a la hora de la siesta | Fátima     | Virginia Lombardo                     | Teatro Payró                                        |
| 2007      | Pichincha al 400              |            | Martín Comán                          | Teatro Taller del Ángel                             |
| 2007      | Los riesgos                   |            | Matías Umpierrez                      | Goethe-Institut                                     |
| 2008      | Mi única puesta en escena     |            | Eloy González                         | Teatro El Excéntrico de La 18°                      |
| 2008      | Gente favorita                |            | Matías Umpierrez                      | Goethe-Institut                                     |
| 2008-2009 | Rosa mística                  | Rosa       | Ignacio Apolo                         | Ciudad Cultural Konex Teatro Beckett                |
| 2010-2011 | Vestuario de mujeres          |            | Javier Daulte                         | Espacio Callejón                                    |
| 2012-2013 | Sallinger                     | Ana        | Paul Desvaux                          | Teatro San Martín Théâtre 71 Théâtre de Montbéliard |
| 2014      | Usted está aquí               |            | Romina Bulacio Sak Natalia Chami      | Ciudad Cultural Konex                               |
| 2014      | Cumbres borrascosas           | Nelly      | Lorenzo Anzoategui Lautaro Caminovich | Centro Cultural Ricardo Rojas                       |
| 2014      | La decisión de Yanina         | Yanina     | Rubén Szuchmacher                     | Teatro Picadero                                     |
| 2014-2016 | Gotas de agua                 |            | Ezequiel Tronconi                     | El Método Kairós NÜN Teatro                         |
| 2014-2015 | ONJ                           | Alexia     | Bimbo Godoy                           | Centro Cultural Ricardo Rojas                       |
| 2015-2016 | No me mires así               |            | Ignacio Apolo                         | El Método Kairós                                    |
| 2018      | El cuerpo                     |            | Ezequiel Tronconi                     | Microteatro                                         |
| 2019      | Cita textual                  | Anfitriona | Marinha Villalobos                    | Chacarerean Teatre                                  |
| 2019      | Así vaya Buda a Dubai         |            | Agustín Godoy                         | Centro Cultural Recoleta                            |

## Premios y nominaciones
| Lista de premios y nominaciones | Lista de premios y nominaciones | Lista de premios y nominaciones    | Lista de premios y nominaciones | Lista de premios y nominaciones | Lista de premios y nominaciones | Lista de premios y nominaciones |
| Año                             | Organización                    | Categoría                          | Trabajo                         | Resultado                       | Ref(s)                          |                                 |
| ------------------------------- | ------------------------------- | ---------------------------------- | ------------------------------- | ------------------------------- | ------------------------------- | ------------------------------- |
| 2009                            | Premios Clarín                  | Revelación Femenina en Teatro      | Rosa mística                    | Nominada                        | [ 1 ]                           |                                 |
| 2010                            | Premios ACE                     | Mejor Actriz de Teatro Alternativo | Rosa mística                    | Nominada                        | [ 2 ]                           |                                 |